# Jelena Sergejewna Orjabinskaja

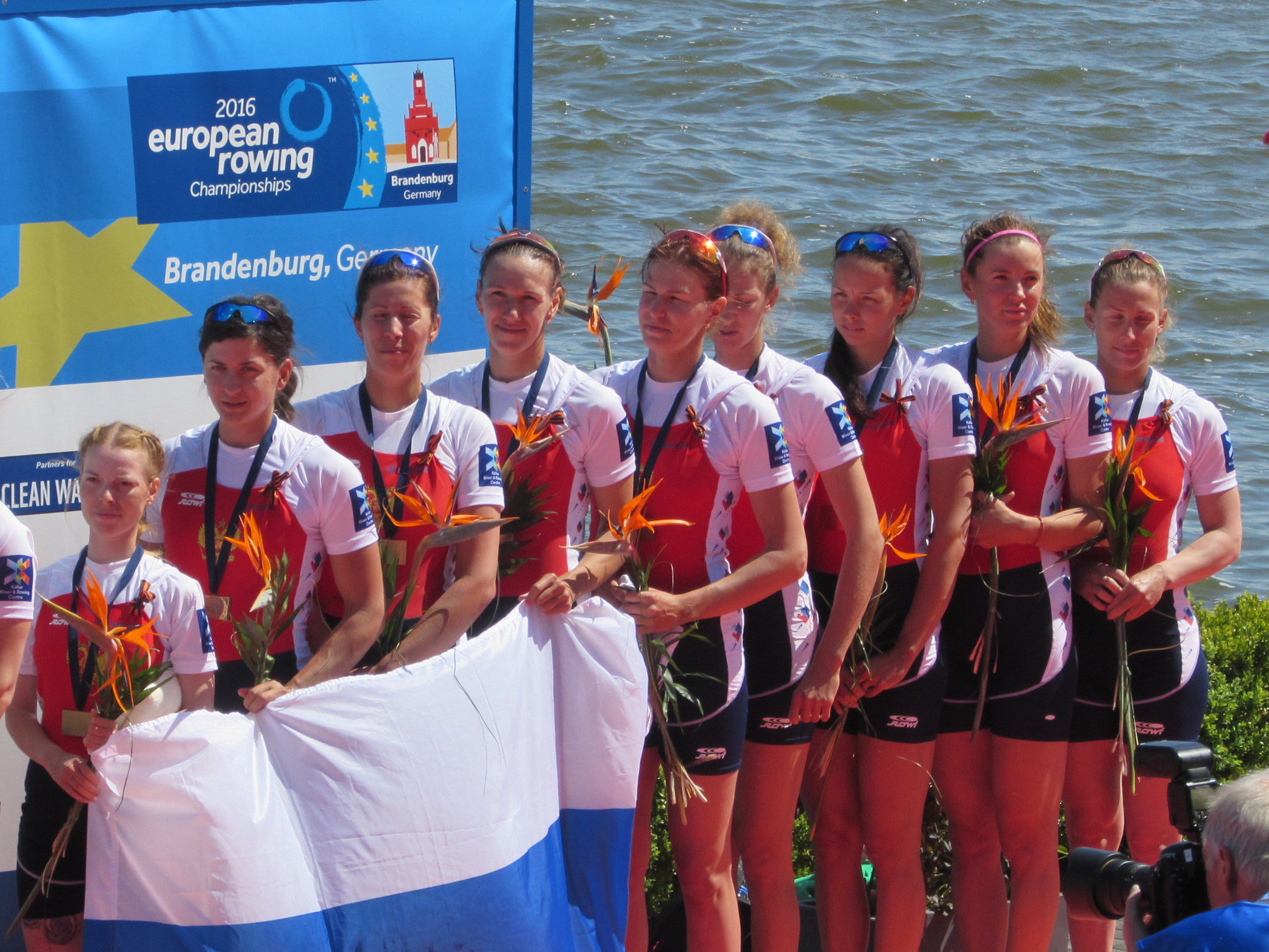
Vorletzte in der Reihe bei der Ruder-EM 2016.

Jelena Sergejewna Orjabinskaja (russisch Елена Сергеевна Орябинская; * 15. März 1994 in Salsk) ist eine russische Ruderin. Sie war 2021 Olympiazweite im Zweier ohne Steuerfrau. Zuvor war sie Weltmeisterschaftsdritte 2017 und 2018 sowie Europameisterin 2018 im Vierer ohne Steuerfrau.

## Sportliche Karriere
Jelena Orjabinskaja belegte 2012 mit dem russischen Achter den fünften Platz bei den Junioren-Weltmeisterschaften. 2015 gewann sie ihre erste internationale Medaille, als sie mit dem russischen Achter den zweiten Platz bei den U23-Weltmeisterschaften erreichte. 2016 belegte sie mit dem Achter sowohl bei den Europameisterschaften als auch bei den U23-Weltmeisterschaften den dritten Platz.
Auch 2017 belegte sie mit dem russischen Achter den dritten Platz bei den Europameisterschaften. Für die Weltmeisterschaften 2017 in Sarasota wechselten Jelena Orjabinskaja, Anastassija Tichanowa, Jekaterina Potapowa und Alewtina Sawkina aus dem Achter in den Vierer ohne Steuerfrau. Die Russinnen gewannen in Sarasota die Bronzemedaille hinter den Australierinnen und den Polinnen.
2018 trat der russische Vierer in der Besetzung Orjabinskaja, Potapowa, Tichanowa und Jekaterina Sewostjanowa an. Die vier Ruderinnen siegten bei den Europameisterschaften 2018 vor den Rumäninnen und den Polinnen. Bei den Weltmeisterschaften in Plowdiw siegte der US-Vierer vor den Australierinnen und den Russinnen. 2019 kehrte Orjabinskaja in den Achter zurück und belegte den dritten Platz bei den Europameisterschaften und den achten Platz bei den Weltmeisterschaften. 
2021 traten Jelena Orjabinskaja und Wassilissa Stepanowa im Zweier an und qualifizierten sich bei der letzten Chance in Luzern für die Teilnahme an den Olympischen Spielen in Tokio. In der Olympiaregatta im Zweier erreichten sie im Vorlauf den zweiten Platz hinter den Australierinnen und im Halbfinale den zweiten Platz hinter den Neuseeländerinnen. Im Finale gewannen Grace Prendergast und Kerri Gowler mit über eine Sekunde Vorsprung auf die beiden Russinnen, eine Dreiviertelsekunde dahinter gewannen die beiden Kanadierinnen Caileigh Filmer und Hillary Janssens die Bronzemedaille.